# Ameerega rubriventris
Ameerega rubriventris е вид жаба от семейство Дърволази (Dendrobatidae).

## Разпространение
Видът е разпространен в Перу.